# جيمس كيلسي كوغزويل
جيمس كيلسي كوغزويل (بالإنجليزية: James Kelsey Cogswell)‏ هو ضابط أمريكي، ولد في 27 سبتمبر 1847 في ميلواكي في الولايات المتحدة، وتوفي في 12 أغسطس 1908 في جاكسونفيل في الولايات المتحدة.